# Erpetogomphus liopeltis
Erpetogomphus liopeltis es una libélula de la familia de las libélulas topo (Gomphidae). Es una especie endémica de México. Fue descrita Rosser W. Garrison en el año 1994.1

## Clasificación y descripción
Erpetogomphus es un género de libélulas principalmente neotropicales que se distribuyen desde el noroeste de Canadá hasta Colombia y Venezuela.1
Esta especie se asemeja a E. viperinus en tamaño, color, y maculación, pero es más cercana a E. bothrops en morfología. Los machos de E. liopeltis y E. bothrops son similares por poseer epiproctos con puntas ampliamente truncadas.1

## Distribución
Vive en los Estados de Hidalgo, Michoacán, San Luis Potosí y Nuevo León, en México.1,3

## Hábitat
Ha sido observada perchando en rocas a las orillas de ríos someros y sombreados.1

## Estado de conservación
En México no se encuentra en ninguna categoría de riesgo. La Lista Roja de la IUCN (International Union for Conservation of Nature) la tiene catalogada como una especie de preocupación menor (Least Concern: LC).4